# BDSM
BDSM은 인간의 성적 기호 중에서 기학적 성향을 통틀어서 말하는 것이다.
- B: Bondage (본디지)
- D: Discipline (디스어플린)
- S: Sadism (사디즘)
- M: Masochism (마조히즘)

BDSM은 지배와 복종, 롤 플레잉, 감금, 기타 인간 상호 작용을 포함하는 다양한 성적 활동이다. 그 광활한 범위 때문에, 스스로는 BDSM을 하지 않는다고 생각하는 사람들의 활동도 포함될 수 있고, 어떤 활동이 BDSM 커뮤니티 및 하위 문화에 포함되는지 아닌지는 보통 하는 사람들 스스로의 정의와 공유된 경험에 의존하는 경우가 많다. BDSM에 대한 관심은 일회성 실험에서부터 평생의 생활 방식에 이르기까지 다양할 수 있으며, BDSM이나 특이한 성적 정체성 또한 성적 지향의 한 형태에 해당하는지는 논쟁의 여지가 있다. 이는 극소수의 LGBT 커뮤니티에 K(kink)라는 지향의 하나로 포함하는데에서 찾아볼 수 있다.
BDSM이라는 용어는 1969년까지 거슬러 올라가지만, 기원은 불분명하며 B&D (속박과 규율)과 S&M (사디즘과 마조히즘)이 결합해서 하나로 형성되었거나, B&D, D&S (지배 및 복종), S&M의 약자에서 따온 것으로 추측된다. 기원이야 어쨌든, BDSM은 대인 관계 활동 형태와 특정한 하위 문화의 넓은 범위를 포함하는 포괄 문구로 사용된다. BDSM 커뮤니티는 일반적으로 비 정규적 행위 양식을 가진 사람을 환영하며,여기에는 크로스 드레서, 동물 플레이어, 라텍스 또는 고무 애호가, 기타 등등이 포함된다.
보통 커플 간에 생기는 일반적인 "권력 중립" 관계와 달리, SM, BD 안에서의 활동과 상호 관계는 참여자들이 상보적이지만 불평등한 역할을 맡는 것을 특징으로 한다. 따라서, 양쪽 파트너 모두의 명확한 동의라는 개념이 필수적이다.
글로 언급할 때는 때때로 약어로 쓰이기도 하는데, 그래서 지배적인 남자는 돔, 지배적인 여자는 도미라고 한다. 돔, 도미는 보통 대문자로 쓰이는 반면에, 섭은 소문자로 쓰인다. 탑/도미넌트와 바텀/서브미시브 역할을 왔다 갔다 하는 사람은 스위치라고 하는데, 이 용어는 때로는 경멸적으로 쓰이거나, 단순하게 정의하고 싶어하는 많은 사람들에 의해 거부 되기도 한다. 역할과 자기 인식의 정확한 정의는 커뮤니티 안에서 흔한 논쟁, 반론, 토론 주제가 된다.

## 성향
BDSM의 성향의 종류는 아래에 서술한 것 외에도 있다.
- 사디스트
- 마조히스트
- 펫
- 마미
- 리틀

### 사디스트
사디스트는 플레이중에 상대방에게 고통을 가하면서 성적인 흥분을 느낀다. 그러나 아무에게나 자신이 사디스트라는 이유로 고통을 가하거나 때리는 등 의 행동을 하면 여경누나한테 잡혀간다.

### 마조히스트
마조히스트는 플레이중에 상대방에게 고통을 받으며 성적인 흥분을 느끼는 성향이다. 주로 엉덩이 등을 맞는것을 좋아한다.

### 펫
펫 성향은 BDSM 상대와 강한 유대감으로 이어지고 소속되고 싶어하며 다른사람에게 관심을 갖는것을 매우 싫어한다.

### 마미
마미 성향을 가진 사람들은 상대방을 보살피면서 성적인 만족감을 느낀다. 평소에는 따뜻하지만 큰 잘못을 하면 여느때보다 엄하게 혼낸다.

### 리틀
리틀 성향은 상대방에게 보살핌을 받으며 성적인 만족감을 느끼는 성향이다.

## 기초
BDSM은 합의한 성인 사이의 특정한 성적 행동에 대한 포괄적인 용어가 되었다. 이 포괄적인 용어 아래에는 다양한 하위 문화가 있고 이 하위 문화 사이에는 뚜렷한 차이가 있다. 역할에 대한 용어는 다양한 BDSM 하위 문화마다 많이 다르다. 탑과 도미넌트는 관계에서 상대적으로 능동적이거나 통제하는 참가자를 의미한다고 널리 알려져 있으며, 바텀과 서브미시브는 관계에서 상대적으로 수동적이거나 통제 받는 참가자를 의미한다고 널리 알려져 있다. 탑과 바텀 사이의 상호작용은 바텀이 육체적/정신적인 통제권을 탑에게 내어주는 것으로 성립한다.
BDSM 활동은 종종, 양 당사자가 합의한 "놀이", "신" 또는 "세션"이라는 특정 시간 동안에 일어날 수 있다. 참가자는 보통 여기에서 기쁨을 느끼는데, 이런 행위 중 많은 것들이 다른 상황에서는 불쾌함을 야기시키는 고통이나 수치, 혹은 구속임에도 그렇다. 삽입 등 노골적인 성적 활동은 세션 내에서 발생하기도 하지만 필수적인 것은 아니다. 이러한 노골적인 성적 상호 작용은 공개된 플레이 공간에서는 보기 드물고, 때로는 파티나 플레이 공간의 규칙에 의해 금지되기도 한다. 커뮤니티가 설립한 던전 안에서의 파티부터 나이트 클럽이나 사회적인 이벤트에서 개최되는 플레이 "구역"에 이르기까지, 공적인 "플레이 공간"이 어디냐에 따라 허용되는 변수는 다하다. 어디에서는 여성이 팬티 / 젖꼭지 테이프를 갖춰야 하고 (남성은 속옷) 어디에서는 완전 누드와 노골적인 성적 상호 작용을 허용하기도 한다.
BDSM의 실행에 대한 기본 원칙은 모든 관련 당사자들의 명확한 정보에 기인한 동의와 함께할 것을 요구하고 있다. 1980년대 이후, 많은 실무자 및 조직은 "안전한, 제정신의, 상호합의 (Safe, Sane, and Consensual: 약칭 SSC)"라는 모토를 채택했는데, 모든 것은 안전한 활동을 기반으로, 충분히 건전하고 정상적인 정신으로, 모든 참가자들이 상호 합의 하에 행해야 한다는 것이다. (원래는 게이 SM 활동가 조직인 GMSMA의 목표에 대한 설명에서 기원) 이것은 완전히 합법적이고 윤리적인 상호 합의라는 점에서, BDSM과 성폭력이나 가정 폭력 등 범죄와의 차이가 만들어진다.
일부 BDSM 참여자는 SSC와는 다른 "위험을 숙지한 상호합의 변태성 (Risk Aware Consensusal Kink : RACK)"이라는 행동 규범을 선호하는데, 이는 참가자들의 개인적 책임을 더욱 강조하고 자신의 건강에 대한 책임은 자기 자신이 진다는 성향이다. RACK의 옹호자들은 진짜로 '안전한' 행위란 없기 때문에 SSC가 위험에 대한 토론을 회피하고 있으며, 아무리 낮은 위험이라도 제대로 알고 있어야 진정한 합의가 된다고 주장한다. 그들은 또한 "안전"과 "비 안전" 사이의 간극을 만드는 것은 합의한 성인들이 위험과 보상 사이를 저울질할 권리를 원칙적으로 부정하는 것이라고 주장한다. 어떤 성인들은 위험성에도 불구하고 특정 행위와 BDSM 플레이, 특히 위험성 높은 플레이나 아슬아슬하게 턱에 걸리는 플레이에 이끌리며, 이런 것은 참가자들이 위험성을 숙지하고 위험한 활동의 위험성을 낮추기 위해 공부해야 한다는 점에서 극한 스포츠와 동일하게 취급되어야 한다고 믿기 때문이다. RACK은 안전한 활동을 받아들이기 보다는 정확한 지식과 사전 동의에만 치중하는 것으로 보일 수 있다. 여기서 상호합의는 가장 중요한 기준이 되고, 가학 피가학 상황에 대한 상호 합의와 행위는 잠재적인 결과를 판단할 수 있는 사람들에게만 허용될 수 있다. 상호 합의를 위해서는, 관련된 정보 (어떤 플레이를 할 것인지, 잠재적인 위험, 안전어가 사용되는지, 그게 무엇인지 등등)를 숙지하고 이를 판단할만한 정신 능력을 가져야 한다. 상호합의와 이해의 결과는 때로 문서화된 "계약"으로 명시되어, 무엇을 할 수 있고 무엇을 하면 안 되는지에 대한 동의를 명확히 한다.
일반적으로, BDSM 플레이는 보통 진행 중에 합의한 상대방이 합의를 철회할 수 있도록 구성되어 있다. 예를 들면, 사전에 동의한 안전어를 사용하는 것이다. 어떤 사람들은 미리 합의한 안전어 (또는 공을 떨어 뜨리거나 종을 울리는 등의 "안전 기호 " )의 사용을 동의의 명시적 철회로 보기도 한다. 안전어를 존중하지 않는 것은 심각한 부정행위로 간주되며, 바텀이 안전어 사용 이후의 행동에 대해 명시적으로 자신의 합의를 취소한 것이기 때문에, 관련된 법에 따라서는 합의한 섹스 상황이 범죄로 바뀔 수도 있다. 다른 경우에는, 특히 장기적인 관계에서는, 안전어는 합의의 명시적인 철회가 아니라 심각한 경고 ("너무 심해지고 있음")인 것으로 합의되기도 하고, 일부 사람들은 아예 안전어를 안 쓰기로 하기도 한다. 이것은 보통 주종 커플들의 "체벌"이나 납치, 강간 플레이, 또는 고문 같은 극단적이거나 아슬아슬한 경우일 때가 많다. 이런 경우를 일컬어 "합의된 비 합의"라고도 한다. 어떤 신 또는 관계에서는 중간에 합의를 취소하는 것이 불가능하거나, 바텀이 그 신만이 아닌 관계 전체에 대한 합의를 취소할 수도 있다.

### 안전

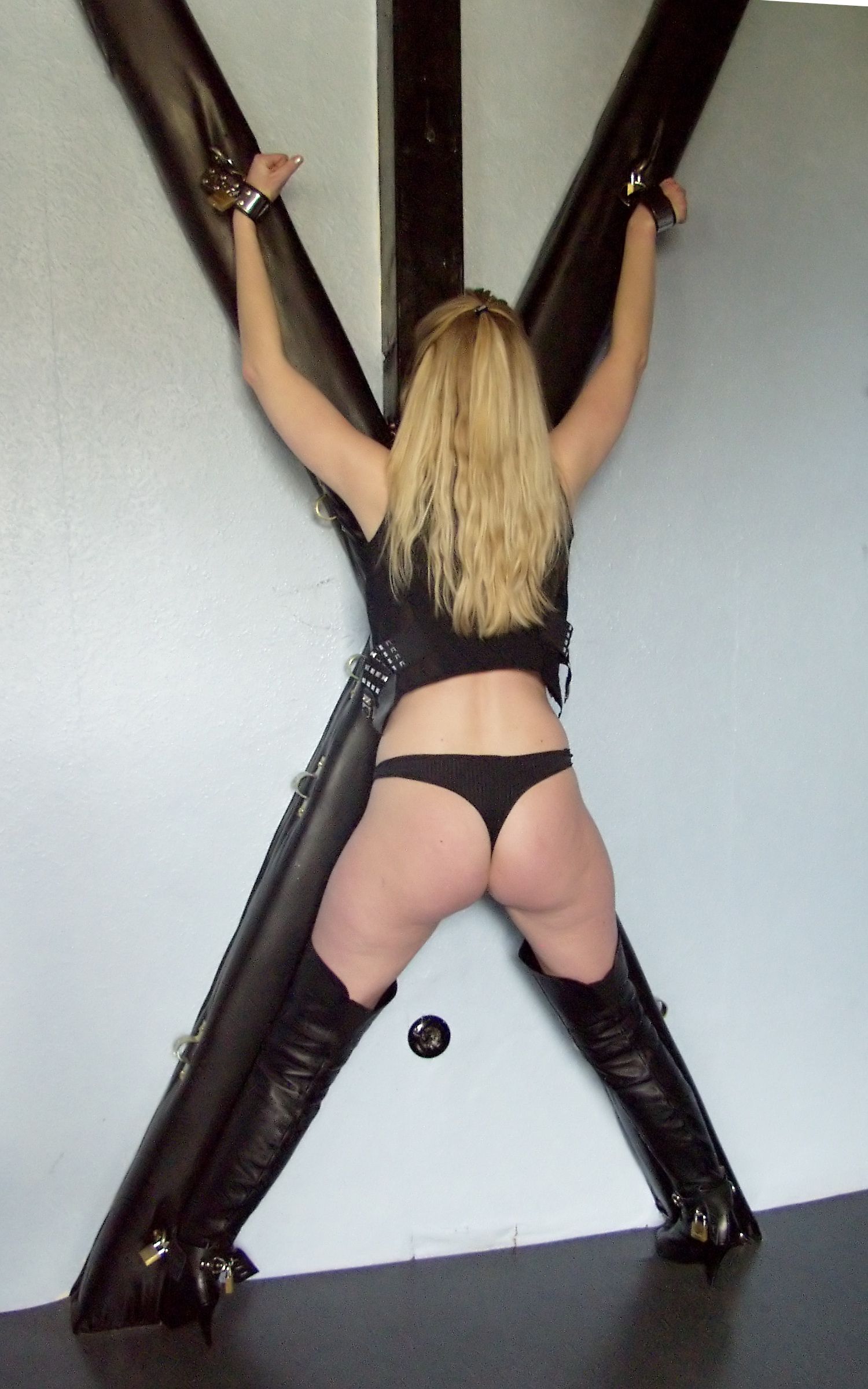
직소기에 장착된 딜도

안전한 섹스에 대한 일반적인 조언 외에도, BDSM 세션은 바닐라 섹스(BDSM 요소가 없는 성행위)보다 더 광범위한 안전 상의 주의를 요한다. 이론적으로는, BDSM 행위에 대한 상호합의를 보증하기 위해, 플레이 전의 협의가 보통이며, 파트너에 대해 서로 잘 모를 때 특히 그렇다. 실제로는, 클럽이나 파티에서의 즉석 신에서는 협상이 매우 부족할 수 있다 (싱글들이 바에서 짝을 찾는 즉석 섹스에 협의나 고백이 별로 없는 것처럼). 이상적으로 볼 때, 이런 협의는 각 파트너의 취향과 판타지를 고려하여 큰 틀을 짜는 것이다. 이런 토의는 전형적인 BDSM 세션의 '고유한 세일즈 포인트'이며 아주 흔하다. 또한, 참가자가 원한다면 어떤 행위든 즉시 중단할 수 있도록 안전어를 정하는 경우도 많다.
안전어는, 정의에 따르면, 플레이 중에 자주 사용되는 단어는 안 된다. 싫어요, 그만, 안 돼요 같은 말은 비 합의에 대한 환상을 충족하는 역할 연기에는 안전어로 적합치 않다. 안전어는 한 단어나 문장으로 만들어져, 두 참가자 모두 기억하고, 플레이 중에 나올만한 (그만이나 안 돼요 같은) 말이 아니라고 인지할 수 있어야 하며, 예정대로 진행되지 않거나 참을 수 있는 한계를 넘어섰을 경우에 사용된다. 가장 흔하게 사용되는 안전어는 빨강이나 노랑이다. 대부분의 클럽과 집단적인 BDSM 파티나 이벤트에서, 던전 감시자(DM)는 그곳에서 플레이하는 사람들을 위한 추가적인 안전망을 제공하여, 자체 규칙을 따르고 안전어를 준수하도록 한다.
BDSM 참가자는 이론적으로 실질적인 안전성을 이해할 것이 요구된다. 예를 들어, 타박상, 또는 상처에 의해 피부 신경 및 혈관이 손상 될 수 있다는 것을 인식하고 있을 것이 요구된다. 크롭, 채찍, 플로거를 할 때는 탑의 정교한 기술과 해부학적인 지식이 바텀에게 만족스러운 세션과 심각한 육체적 손상까지 야기하는 매우 불쾌한 경험 간의 차이를 만들어낼 수도 있다. BDSM "장난감"의 극히 넓은 범위와 육체적 정신적 통제 기술은 개별 세션에 관련된 해박하고 자세한 지식, 즉 해부학, 물리학, 심리학 같은 것들을 필요로 할 수도 있다. 이런 위험에도 불구하고, BDSM 행위는 일반적으로 권투나 미식축구보다 심각한 부상을 입는 경우가 훨씬 적고, BDSM을 실제로 하는 사람들이 평균적인 사람들보다 더 자주 응급실에 가지는 않는다.
또한 각 개인의 심리적 "역린", 즉 방아쇠를 피하기 위해 이를 미리 식별할 수 있어야 할 필요가 있다. 감각이나 감정의 과부하로 인한 이런 감정적인 균형 상실은 꽤 흔하게 토론되는 주제다. 참가자들의 반응을 세심하게 살피며 계속할지 중지할지를 결정하는 것은 중요하다. 어떤 플레이어에겐, 의도적으로 방아쇠를 격발시켜 "맛이 간" 상태가 되는 것이 원하던 결과일 수도 있다. 안전어는 BDSM을 행하는 양쪽 참가자 모두를 보호하는 한 가지 방법이긴 하다. 그러나, 파트너는 상대방의 심리적인 상태와 행동에 대해 사전에 인지하고 "발광" 때문에 안전어 사용을 못하게 되는 순간이 오지 않게 해야 한다.

## 분야
BDSM의 약자는 심리적, 생리적 측면을 포함한다.
- 플레이 종류
  - 구속과 훈육 (B&D :Bondage & Discipline )
  - 지배와 복종 (D&S : Dominance & Submission )
  - 가학과 피학 (S&M : Sadism & Masochism or Sadomasochism)

BDSM의 이 세 분야 사이의 차이를 정형화한 이 모델은 오늘날 문학에서 점점 더 많이 사용된다. 그럼에도 불구하고, 이것은 피상적인 차이에 대한 분류일 뿐이다. 성적 영역에서 각자의 취향과 선호도는 아래에 거론된 분야들 중에 중첩되거나, 그 이외의 것일 수도 있다.

### 속박과 훈육 (Bondage and Discipline)
속박과 훈육은 행위 면에서 서로 별로 관계 없어 보이는 분야지만, 개념 상의 동질성을 갖고 있기 때문에 함께 엮이게 된다. 다른 두 타입과 달리, B/D는 그 자체로는 탑과 바텀을 정의하거나, 어느쪽이 능동이고 어느 쪽이 수동인지를 설명하는데 사용되지 않는다.
속박이라는 용어는 물리적인 구속을 실행하는 것을 의미한다. 늘 그런 건 아니지만, 속박은 보통 성행위를 포함한다. 속박은 BDSM 계에서 아주 일반적인 형태이지만, 그럼에도 다른 것들과 구분되는 경우가 있다. 미국의 BDSM 실행자들에 대한 연구에 의하면 모든 남성 중 절반 정도가 속박이 에로틱하다고 생각하며, 상당 수의 여성들도 그렇다고 한다. 엄격하게 말해서, 속박은 상대방의 사지를 묶어서 구속하는 것으로, 예를 들면 수갑을 이용하거나 물건에 팔을 결박하는 식이다. 사지를 벌려서 사슬로 X자 십자가나 긴 막대에 묶는 것도 속박이라 할 수 있다.
훈육이라는 용어는 심리적인 구속으로, 규칙과 처벌을 통해 행동을 통제하는 것을 의미한다. 처벌은 육체적인 고통을 주거나 심리적인 수치를 주거나 물리적인 자유를 박탈하는 것이 될 수 있다. 또 다른 분야로 바텀에 대한 계획된 훈련도 있다.

### 지배와 복종 (Dominance and Submission)
"지배와 복종" (D&s, Ds, D/s/디엣이라고도 함)은 일련의 행동, 습관, 의식을 통해 한 개인의 성적인 혹은 생활 방식에 대한 통제권을 다른 사람에게 넘겨주는 것이다. 이 분야는 BDSM의 보다 정신적인 면모를 탐구한다. 또한 스스로를 가학피학성이 아니라고 생각하는 사람들의 경우 대부분 이런 관계를 맺는다. 이것은 적절하게 수행되기만 하면 BDSM의 일부인 것으로 간주된다. 이 분야에 속한 각 개인들의 특성은 매우 광범위하다.
정신 지향적인 행위의 예로는 교육 게임이 있는데, 이것은 도미넌트가 서브미시브에게 특정한 행동을 할 것을 요구한다. 특별한 형태로는 실제든 가상이든 나이가 다른 경우를 연기하는 나이 플레이나 펫 플레이 같은 성적인 역할놀이도 포함된다. 파트너에 대한 합의된 성행위를 거부하는 것도 지배와 복종의 한 분야가 될 수 있다. 가장 잘 정립되고 가장 흔한 지배와 복종 형태는 지배와 예속이다. 이것은 세션 동안 짧게 지속하다가 해방될 수도 있고, 무기한 일상이 될 수도 있다. 어떤 관계에서는, 한 사람의 완전한 복종으로까지 이어져 진정한 의미에서의 완전한 권한 이양 (total power exchange : TPE)이 되기도 한다. 완전한 지배와 복종의 보상은 서로에 대한 보살핌과 헌신, 그리고 그로 인한 안정적인 관계의 정립이다. 서브미시브의 합의에 의한 복종은 그/그녀가 도미넌트에게 소유되어 있다는 것을 나타내는 상징을 통해 다른 사람들한테 과시되기도 하는데, 그런 상징으로는 개목걸이, 특별한 문신, 피어싱, 아주 짧은 단발이나 대머리 등이 있다.
종종, "노예 계약"은 문서화된 기록을 통해 서로의 권력 이양에 대한 공식적인 합의를 기록하고, 관계 형태에 대한 공통의 비전을 천명하기도 한다. 이런 종류의 합의의 목적은 주로 토의와 협상을 장려하여, 모든 참가자의 공익에 대한 이해를 문서화하기 위한 것이다. 이런 문서는 법적인 구속력이 있다고 여겨지지는 않으며, 그럴 이유도 없다. 이 합의서는 참여자들이 협의한 규칙을 따를 것을 종용하는 의미일 뿐이다. 다른 친구들이나 커뮤니티 회원들이 그런 문서의 서명에 증인이 되는 예식을 하는 경우가 종종 있으며, 이런 경우 합의를 깨는 것은 체면은 물론이고 친구들의 존경이나 커뮤니티 안에서의 입지를 잃게 된다.
일반적으로, 일상적인 관계에 비해, BDSM 참가자들은 장래의 관계에 대한 중요한 면에 대해 장시간 협의해야 하며, 그에 따르는 안전상의 문제에 대해 공부하고 실행하는데 큰 주의를 기울여야 한다.

### 가학피학성 (Sadism&Masohism 또는 Sadomasochism)

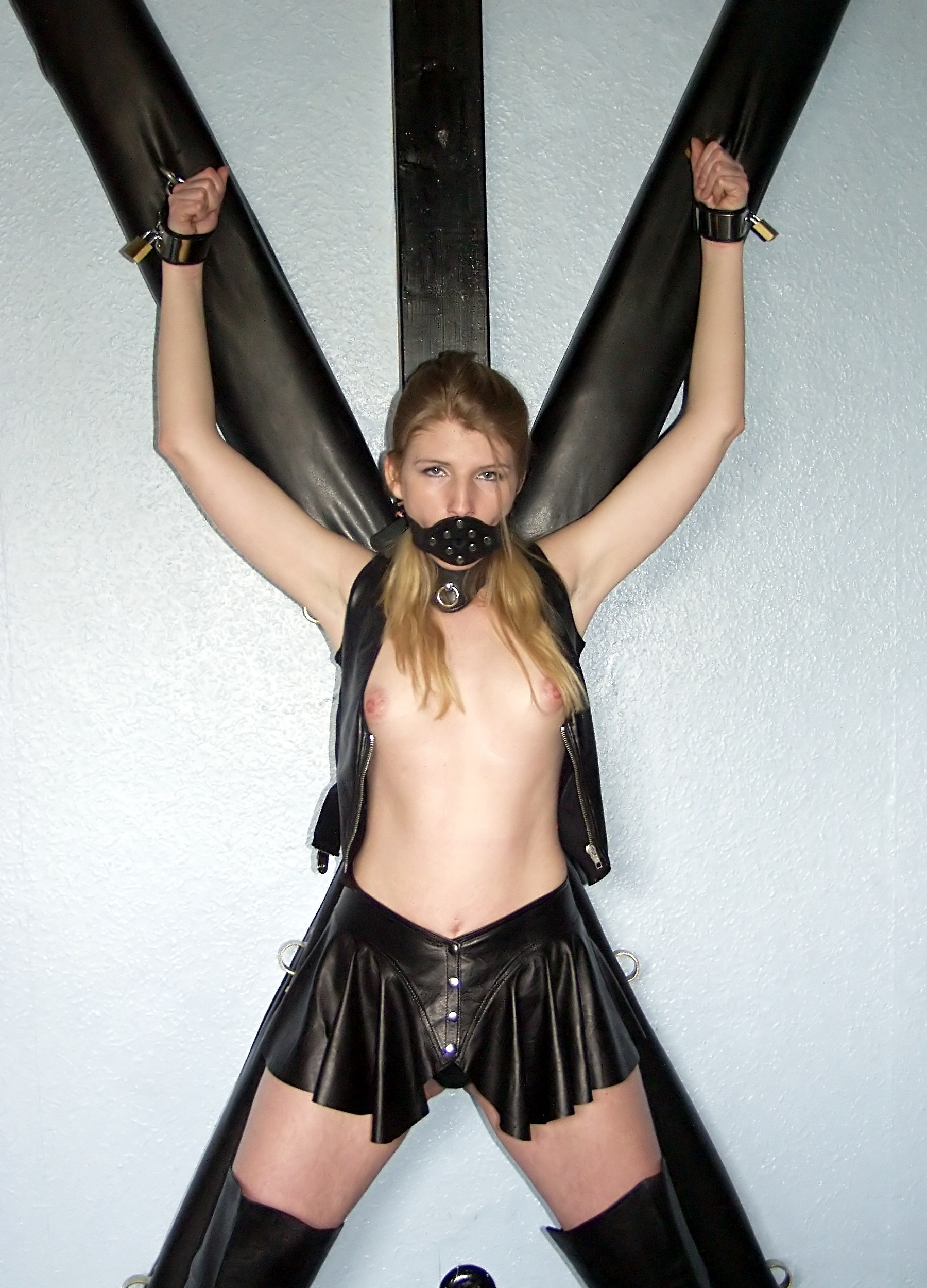
괴롭힘을 받는 여자

가학피학성이라는 용어는 가학성과 피학성을 합친 말이다. 상호 합의한 성행위인 경우, 가학성과 피학성은 엄밀히 말해 정확한 용어는 아니며, 이 용어들에 대한 의학적 혹은 심리학적인 용법과는 중요한 차이가 있다. 가학피학성은 육체적 혹은 감정적인 고통을 주고받는 것에 대한 BDSM의 한 분야를 의미한다. 가학성은 고통, 파괴, 굴욕을 주거나 다른 사람을 괴롭힘으로써 성적인 쾌락을 얻는 것을 뜻한다. 반면에, 피학성애자는 합의된 시나리오 안에서 다치고, 수치를 당하고, 괴롭혀지는 것을 즐긴다. 가학피학적 장면은 때로는 다른 BDSM 형태보다 더욱 극단적이고 잔인한 수준까지 이르기도 한다. 예를 들어, 피학성해자는 울거나 심하게 멍이 들거나 하는데, 이는 BDSM 이벤트나 파티에서는 환영받지 못하는 경우도 있다. 가학피학성이라고 해서 다른 상황에서 고통을 주거나 받는 것을 즐긴다는 뜻은 아니다 (예를 들면, 사고로 인한 부상, 의학적 치료 등)
가학피학성 분야에 훈육이 조합되는 경우도 흔하지만, 일부 가학피학성애자들은 처벌 같은 D/S 실행과는 거리를 둔다. 가학피학성이 독립적으로 실행되는 경우는 비교적 드물지만, 어떤 피학성애자들은 깨물기, 꼬집기, 심지어 전기 충격까지도 자위의 전주, 혹은 일부라고 하기도 한다.
D/S에서는, 도미넌트가 탑이고 서브미시브가 바텀이 된다. S/M 에서는, 보통 가학성애자가 탑이 되고 피학성애자가 바텀이 되지만, 이런 역할은 더 복잡하거나 뒤죽박죽인 경우가 흔하다. (피학성애자가 도미넌트인 경우, 자신에게 S/M 행위를 행하도록 서브미시브에게 준비시키기도 한다.) B/D에서는, 탑과 바텀을 정하는 게 필요할 수도 있지만, 가학피학성애자들은 권한 이양을 전혀 하지 않고 서로가 평등하게 플레이의 제어권을 갖기도 한다.

### 육체적 측면
육체적인 면에서, BDSM은 오로지 "고통"으로 오해되는 경우가 흔하다. 하지만 일반적으로, BDSM 참가자들은 주로 권력, 수치, 그리고 쾌락에 대해 관심을 기울이는 경우가 훨씬 많다. BDSM의 세 범주 중에서, 가학피학성만이 고통을 필수 요소로 하고, 이것은 보통 수치심, 지배감 등을 느끼기 위한 수단일 뿐이다. D/s와 B/D 분야는 육체적인 고통을 전혀 포함하지 않고, 다른 정신적인 감정으로 인한 느낌만을 포함할 수도 있다. 권한의 지배와 복종은 완전히 별개의 경험이며, 육체적인 고통과 항상 심리적인 연관이 있는 것은 아니다. 많은 BDSM 활동이 고통이나 수치를 전혀 수반하지 않으며, 권한의 양도(Power Exchange)만을 한다. 이런 행위 중에, 참가자들은 소위 "러너스 하이", 혹은 오르가즘 후의 잔광과도 같은 엔도르핀을 느낄 수도 있다. 이에 따른 몽환적인 정신 상태를 서브미시브의 경우 "서브스페이스", 도미넌트의 경우 "탑스페이스"라고 한다. 어떤 사람은 이런 심리적인 감각을 설명하는데 "바디 스트레스"라는 용어를 쓴다. 가학 피학의 경험도 중요하지만, 많은 BDSM 실행자에게 있어 이것이 유일한 동인은 아니다. 철학자 에드먼드 버크는 고통으로 인한 쾌감을 절묘함이라고 정의했다. BDSM 실행자 중에는 개인적인 만족감을 느끼지 못하는 사람들이 많다. 그들은 오로지 상대방이 원하는 욕구나 페티쉬를 충족하도록 하기 위해 그런 행동을 한다. 그런 사람들은 세션 활동에 대한 대가로 돈을 받는다.
어떤 BDSM 세션에서는, 탑이 바텀에게 다양한 관능적인 자극을 준다. 예를 들면 꼬집기, 깨물기, 할퀴기, 때리기, 혹은 채찍, 몽둥이, 촛농, 얼음, 워튼버그 바퀴, 성적인 전기 자극 등을 이용하는 것이다. 수갑, 밧줄, 혹은 사슬로 결박하는 것도 애용된다. 사용할 수 있는 "장난감"의 한계는 두 참가자의 상상력에 의해 정해질 뿐이다. 어떤 경우에는 빨래집게, 나무 스푼, 랩 같은 일상용품들도 적절히 사용된다. BDSM 세션 동안의 쾌감은 주로 탑의 능력과 경험 그리고 바텀의 육체적 정신적 상태에 크게 좌우된다는 것이 상식이다. 신뢰와 성적인 흥분이 참가자 간의 심리상태를 공유하는데 도움이 된다. 어떤 BDSM 참가자들은 이런 감각을 음악 작곡과 공연에, 하나하나의 관능적 감각을 음표에 비유하기도 한다. 이 관점에서 볼 때, 상이한 관능적인 자극들의 조합은 오래 가는 자극을 남기는 종합적인 경험을 이룰 수 있다.

## 예시
- 재갈
- 본디지
  - 미라화
- 성기 고문 및 고환 고문(Cock and Ball Torture : CBT)
  - 볼버스팅(CBT의 일종)
- 성적 전기 자극
- 채찍
- 골든 샤워
- 의료 매달기
- 성적 역할극
- 스팽킹
- 스프랩온 플레이
- 매달기
- 간지럼 고문
- 촛농 플레이
- 에이지 플레이
- 휴먼 & 애니멀 플레이
- 옥션 플레이
- 포지션 플레이

## 같이 보기
- SM
  - 사디즘
  - 마조히즘
- 본디지
  - 미라화
- 재갈
- 정조대